# Западный Буг
За́падный Буг (укр. За́хідний Буг, бел. Захо́дні Буг, пол. Bug) — река в Восточной Европе, на территории Украины, Беларуси и Польши.

## Течение
Длина реки — 831 км, площадь водосборного бассейна — 73 470 км² (в границах Украины — 12 800 км²). Средний уклон — 0,8 м/км.
Западный Буг проистекает с Подольской возвышенности в пределах Западной Украины. Сначала он течёт в западном направлении, но вскоре поворачивает на север, частично формируя границу Украины и Польши далее. Протекает мимо Бреста по восточной окраине Люблинской возвышенности и далее по Подляшью, впадая недалеко от Варшавы в Вислу.
Высота истока около 335 м над уровнем моря. Высота устья — 70,1 м над уровнем моря.

## Гидрология
Ледостав с конца декабря по конец марта.
Среднегодовые расходы воды изменяются по длине реки: от 1,12 м³/с возле села Сасив — до 29,5 м³/с возле города Сокаль (Львовская область).
В условном гидрологическом створе на границе Украины (Волынская область), Польши и Беларуси средние расходы воды реки Западный Буг составляют 52,3 м³/с (получено расчётным методом украинскими гидрологами).
Минерализация воды реки в среднем составляет: весеннее половодье — 497 мг/дм³; летне-осенняя межень — 518 мг/дм³; зимняя межень — 573 мг/дм³.
Среднегодовой ионный сток с водами Западного Буга с территории Украины составляет 793,5 тыс. т/год (58 % — весеннее половодье, 26 % — летне-осенняя межень, 16 % — зимняя межень).

## Крупнейшие притоки
- Правые: Луга, Мухавец, Лесная, Пульва, Нужец, Брок;
- Левые: Золочевка, Полтва, Солокия, Букава, Хучва, Угерка, Кшна, Ливец, Рата.

## Города на Западном Буге
От истока к устью:
- Украина:
  - Львовская область: Буск, Каменка-Бугская, Добротвор, Сосновка, Шептицкий, Сокаль;
  - Волынская область: Устилуг;
- Польша: Влодава, Тересполь, Дорогичин, Вышкув;
- Беларусь: Брест.

## Пограничная река
В своём среднем течении Западный Буг является границей Польши с Украиной и Беларусью. С 1 мая 2004 также является восточной границей Европейского союза.

### Пограничные переходы
- Беларусь — Польша:
  - Козловичи — Кукурыки
  - Брест — Тересполь
  - Домачево — Словатыче
- Украина — Польша:
  - Ягодин — Дорогуск
  - Устилуг — Хрубешув